# Han Yaqin
Han Yaqin (kinesiska: 韓 亞琴), född den 18 augusti 1963, är en kinesisk roddare.
Hon tog OS-brons i fyra utan styrman i samband med de olympiska roddtävlingarna 1988 i Seoul.